# Aisha Mughal
Aisha Mughal (Urdu: عائشہ مغل) es una investigadora y experta en derechos de las personas transgénero paquistaní.

## Educación
Mughal recibió su maestría en gestión de recursos humanos de la Universidad COMSATS de Islamabad.

## Carrera
Mughal trabaja en el Ministerio de Derechos Humanos de Pakistán como experta en derechos de las personas transgénero y consultora experta del PNUD. Ha estado trabajando por los derechos de las personas transgénero en Pakistán desde 2015.
Ha representado a Pakistán en una Delegación Nacional en el comité CEDAW (Convención sobre la Eliminación de la Discriminación contra la Mujer) de la ONU en Ginebra, Suiza, en 2020. La CEDAW es un comité que trabaja por los derechos de las mujeres, su acceso igualitario a la salud, la educación, la participación política y el empleo. Fue la primera vez en la historia que una persona transgénero representó a cualquier país en un procedimiento de presentación de informes de una revisión oficial de un tratado de la ONU.
Ha publicado artículos de investigación sobre personas transgénero en revistas y periódicos. Desempeñó un papel clave como parte del Grupo de Trabajo Nacional sobre el Proyecto de Ley Transgénero y logró que se aprobara la Ley de Personas Transgénero (Protección de Derechos) de 2018. También ha trabajado en la Comisión Nacional de Derechos Humanos (NCHR) del Gobierno de Pakistán.
También ha enseñado en la Universidad Quaid-i-Azam durante algún tiempo.